# Michel-Louis Lecomte
Pour les articles homonymes, voir Lecomte.
Michel Pierre René Lecomte, alias Lecomte de Craon, ou de Chantepie (° 23 février 1770 La Touche à La Chapelle-Craonnaise (à cette date il s'agit de Michel Pierre René et non de Michel Louis) - † 4 pluviose an IV (24 janvier 1796) Craon) fut un chef chouan de la Mayenne (région de Craon et de la Mayenne angevine) durant la Révolution française.

## Biographie
Fils de Louis Lecomte et de Michelle Marais, né le 23 février 1770 à La Touche en La Chapelle-Craonnaise, Michel Lecomte, ancien employé de la gabelle, déserta de l'armée régulière, fit en 1793 avec les Vendéens la campagne d'Outre-Loire (rive droite), et après la déroute du Mans, vint dans le pays de Craon, en Mayenne angevine, organiser la Chouannerie. Entre juin et septembre 1794, il parcourut le pays situé entre Craon, Pouancé et Segré pour y faire des recrues.
La division dont il prit le commandement, qui comptait comme principaux officiers Hamard (de Laigné), Beauchamp, Allard dit Condé (de Craon), s'étendait en Mayenne sur les paroisses de Craon, Athée, Laigné, La Roë, et en Maine-et-Loire sur le secteur de Nyoiseau-Pouancé ; elle agit presque toujours de concert avec celle de Jambe d'Argent ; elle était présente à l'Attaque du Poste d'Astillé en juillet 1794. Lecomte opère des réquisitions écrites en septembre 1794 à Combrée puis à Athée, à sa ferme de Chantepie. Il est présent en octobre 1794 à la réunion des Chouans organisée au Château de la Jupelière.
Il rencontre en mars 1795 à Craon le président du district de Segré, Bancelin, en vue de la paix, avec Dieusie, Houpert (dit Heudebert) et Ménard (dit Sans-Peur), chefs chouans de l'armée de Scépeaux issus du Maine-et-Loire. Il signe la paix à Craon, de même que Blin (dit L'Humanité) le 8 mars 1795 et est nommé chef de division par Scépeaux le 26 mars 1795 à la Daudaie près de Segré.
Après la mort de Monsieur Jacques († 11 décembre 1794), la soumission du général de Scépeaux (8 mars 1795) entraîna donc celle de Louis Lecomte, qui s'était mis sous ses ordres immédiats, mais qui reprenait bientôt les armes. Le 27 prairial an III (15 juin 1795) il convoqua tous les chouans des districts de Craon, Segré, La Guerche et Pouancé pour l'attaque de Bazouges devant Château-Gontier, qui se traduisit par un échec. Le 25 août, Scépeaux  le confirme dans son grade ; vers le 10 septembre, il remporte un succès devant 350 grenadiers républicains de Craon au pont de la Chesnardière à Livré et près des bois de Laurière entre Livré et La Selle-Craonnaise. Le 27 octobre 1795, il vient avec sa division soutenir au combat de Cosmes Jambe d'Argent, au moment où celui-ci tombe, mortellement blessé. 
Vers novembre 1795, présent au combat qui se livra sous le château de Bourmont, où il était allé rejoindre Scépeaux il y sauva la vie à un prisonnier qui allait être fusillé. Celui-ci s'attacha à son sauveur et mérita quelque temps le surnom de Caniche. En décembre 1795, à Chambellay, il dut se replier face à un détachement du Lion-d'Angers. Le mois suivant, (nuit du 3 au 4 pluviose an IV) une nuit que Louis Lecomte se reposait avec quelqu'un des siens dans son repaire de Rouge-Écu (à Châtelais), Caniche alla prévenir la garnison républicaine de Craon, qui s'empara du chef chouan, le traîna à Craon, où il fut fusillé dans le pré du Mûrier avec 13 personnes de son état-major (dont Verdier (menuisier), l'un de ses hommes, et un prêtre réfractaire (24 janvier 1796). Après sa mort, une partie de sa division se réunit aux chouans de la division de Segré et Pouancé.

### Quatrevingt-Treize
Ses exploits ont servi à Victor Hugo pour son roman Quatrevingt-Treize:

« [...] Sachez d’abord que monseigneur le marquis, avant de s’enfermer dans cette tour où vous le tenez bloqué, a distribué la guerre entre six chefs, ses lieutenants ; il a donné à Delière le pays entre la route de Brest et la route d’Ernée ; à Treton le pays entre la Roë et Laval ; à Jacquet, dit Taillefer, la lisière du Haut-Maine ; à Gaullier, dit Grand-Pierre, Château-Gontier ; à Lecomte, Craon ; Fougères, à monsieur Dubois-Guy, et toute la Mayenne à monsieur de Rochambeau ; de sorte que rien n’est fini pour vous par la prise de cette forteresse, et que, lors même que monseigneur le marquis mourrait, la Vendée de Dieu et du Roi ne mourra pas. [...] »

## Sources et bibliographie
- « Michel-Louis Lecomte », dans Alphonse-Victor Angot et Ferdinand Gaugain, Dictionnaire historique, topographique et biographique de la Mayenne, Laval, A. Goupil, 1900-1910 [détail des éditions] (BNF 34106789, présentation en ligne)

- Dictionnaire des chouans de la Mayenne, de Hubert La Marle, Association du souvenir de la chouannerie mayennaise, imp. de la manutention, Éditions régionales de l'Ouest, Mayenne, 2005